# The Chronic
The Chronic és el primer àlbum de Dr. Dre, de 1992, nomenat com un dels millors àlbums de hip hop de tots els temps. Dr. Dre és considerat un dels pioners del gènere G-Funk.

## Llista de cançons
1. «The Chronic (Intro)» - Dr. Dre/Snoop Dogg - 1:57
2. «Fuck Wit Dre Day (And Everybody's Celebratin')» - Dr. Dre/Snoop Dogg/RBX/Jewell - 4:52
3. «Let Me Ride» - Dr. Dre/Ruben/Jewell - 4:21
4. «The Day the Niggaz Took Over» - Dr. Dre/RBX/Snoop Dogg - 4:33
5. «Nuthin' but a «G» Thang» - Dr. Dre/Snoop Dogg - 3:58
6. «Deeez Nuuuts» - Dr. Dre/That Nigga Daz/Snoop Dogg - 5:06
7. «Lil' Ghetto Boy» - Dr. Dre/Snoop Dogg/That Nigga Daz - 5:29
8. «A Nigga Witta Gun» - Dr. Dre/Snoop Dogg - 3:52
9. «Rat-Tat-Tat-Tat» - Dr. Dre/Snoop Dogg/RBX - 3:48
10. «The $20 Sack Pyramid» - Dr. Dre/Big Tittie Nickie/D.O.C./Samara - 2:53
11. «Lyrical Gangbang» - Dr. Dre/Rage/Kurupt/RBX - 4:04
12. «High Powered» - Dr. Dre/RBX/That Nigga Daz/Rage - 2:44
13. «The Doctor's Office» - Dr. Dre/Jewell/Rage - 1:04
14. «Stranded on Death Row» - Dr. Dre/Bushwick Bill/Kurupt/RBX - 4:47
15. «The Roach» - Dr. Dre/RBX/That Nigga Daz/Rage/Ruben - 4:36
16. «Bitches Ain't Shit» - Dr. Dre/Snoop Dogg/That Nigga Daz - 4:47